# Espuma

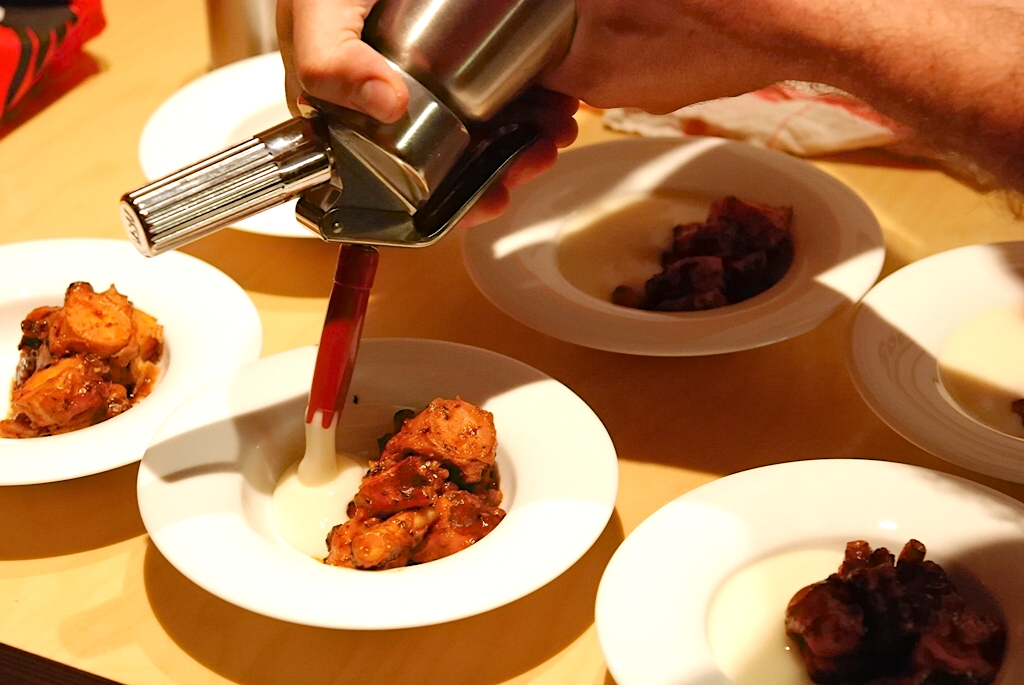
Zubereitung von Kartoffel-Espuma, hier als Beilage zu einem Tintenfischgericht

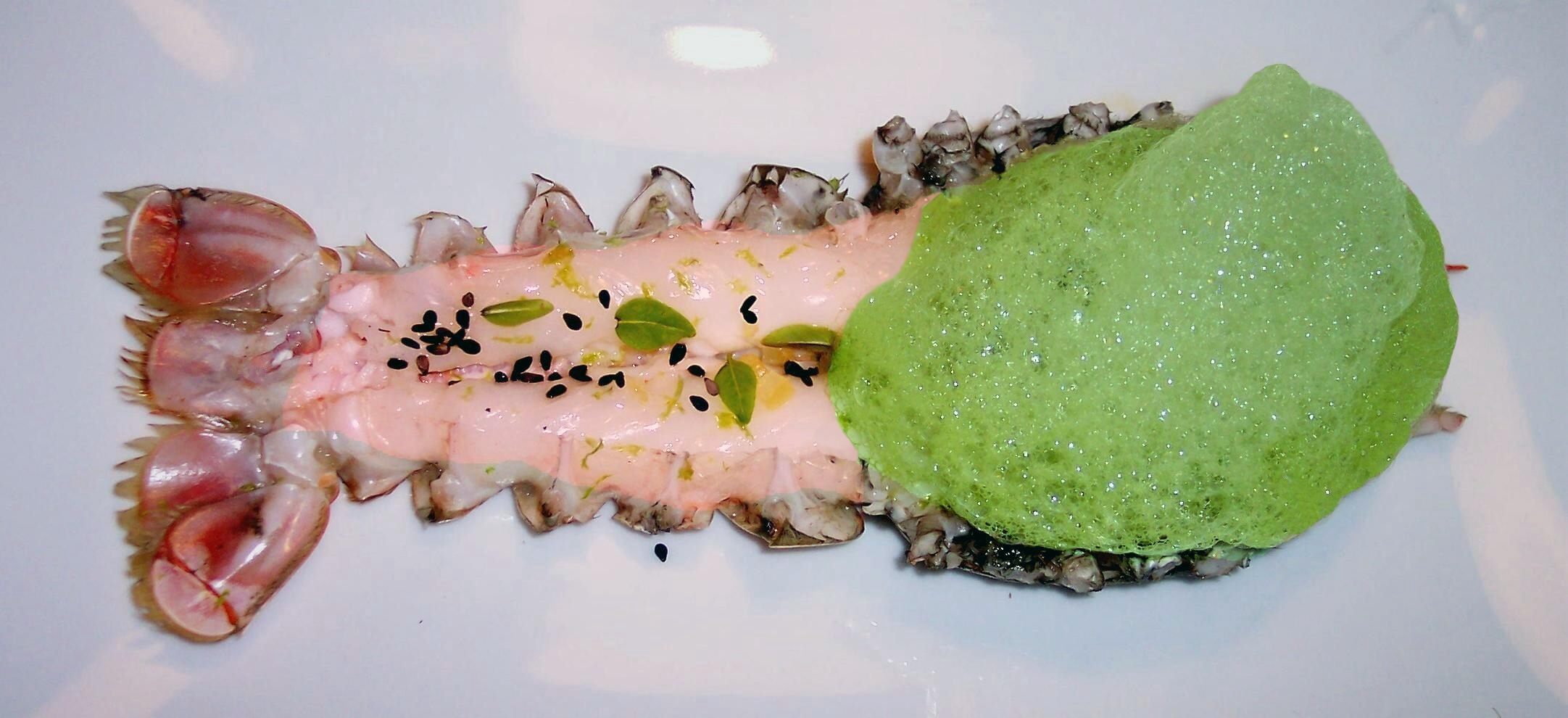
Bärenkrebs mit Espuma vom Grünen Tee, el Bulli 2005

Espuma (Spanisch für „Schaum“) ist eine kulinarische Zubereitungsmethode, bei der eine flüssige Speise mittels einer mit Distickstoffmonoxid gefüllten Kapsel in einem Sahnesiphon aufgeschäumt wird. Diese Technik, die der angewandten Molekularküche zugeordnet werden kann, wurde von dem spanischen Starkoch Ferran Adrià in seinem 3-Sterne-Restaurant el Bulli entwickelt.
Bei dieser Zubereitungsart muss eine flüssige Speise durch ein Bindemittel verdickt werden, damit ein Espuma erzeugt werden kann. Espuma kann sowohl in herzhafter Form zubereitet werden als auch als Süßspeise; es gibt sie sowohl kalt als auch warm. Kalte Anwendungen können mit Gelatine, Agar, Eiweiß oder Fett gebunden werden. Warme Anwendungen können mit Eiweiß, Fett oder Stärke verdickt werden.
Im Unterschied zur Mousse verflüssigt sich das Espuma relativ schnell und eignet sich somit nicht für lange Standzeiten, zum Beispiel bei Buffets. Weiterhin ist die Konsistenz nicht so fest wie bei einer Mousse.

## Belege
1. ↑  The Phantom Chef: How To Make Culinary Foam. In: The Belly Rules The Mind. 11. August 2007, archiviert vom Original am 8. Februar 2008; abgerufen am 27. Dezember 2020.